# Krzczeń
Krzczeń – wieś w Polsce położona w województwie lubelskim, w powiecie łęczyńskim, w gminie Ludwin.
W latach 1975–1998 miejscowość administracyjnie należała do ówczesnego województwa lubelskiego.
Wieś położona nad rzeką Tyśmienicą oraz jeziorem Krzczeń, jezioro wspomniane w roku 1480 wówczas Krzczeń nazywano „Trzaczano” średnicy jak podaje nota około ¼ mili.
Wieś stanowi sołectwo gminy Ludwin. Według Narodowego Spisu Powszechnego z roku 2011 wieś liczyła 73 mieszkańców.